# Jürgen Breuste
Jürgen Breuste (* 1. Januar 1956 in Halle an der Saale) ist ein deutscher Stadtökologe und Geograph. Von 2001 bis zu seiner Versetzung in den Ruhestand 2021 lehrte er als Universitätsprofessor an der Paris Lodron Universität Salzburg. Seit 2024 ist er Seniorprofessor an der Universität Hildesheim.

## Leben
Jürgen Breuste studierte von 1976 bis 1979 Geographie an der Martin-Luther-Universität Halle-Wittenberg (MLU). Nach anschließendem Doktoratsstudium wurde er an der MLU 1983 promoviert, 1987 habilitiert und erhielt die Lehrbefähigung (Facultas Docendi) für Physische Geographie. von 1982 bis 1988 war er als Hochschulassistent an der Sektion Geographie der Martin-Luther-Universität Halle-Wittenberg tätig. 1987 erfolgte ein halbjähriger Studienaufenthalt am Institut für Geographie der Adam-Mickiewicz-Universität Posen (Polen). In dieser Zeit erfolgte seine Spezialisierung in Forschung und Lehre im Fachgebiet Stadtökologie, in dem auch bereits die Habilitation erfolgt war.
Im folgenden Jahr wurde Jürgen Breuste als damals jüngster Hochschullehrer der Geographie der DDR für Thematische Kartographie und als Leiter der Abteilung Kartographie im Geographischen Institut der Ernst-Moritz-Arndt-Universität Greifswald berufen, wo er bis 1992 tätig war. Ab dem Jahr 1988 übernahm er daneben zehn Jahre lang einen Lehrauftrag für das Fach Stadtökologie im Studiengang Landschaftsarchitektur der Technischen Universität Dresden. Im Jahr 1995 war er kurzzeitig Gastprofessor am Institut für Raumentwicklung und Planung an der Universität Aalborg/Dänemark. Die Lehrtätigkeit an der TU Dresden nahm er von 2009 bis 2017 zusätzlich neben seiner Professur als Lehrbeauftragter für Stadtökologie wieder auf.
In Anerkennung seiner außergewöhnlichen Leistungen in der Entwicklung des Forschungsgebietes Stadtökologie wurde er 1992 als Leiter des Forschungsbereiches Urbane Landschaften an das neu gegründete Helmholtz-Zentrum für Umweltforschung – UFZ in Leipzig berufen. In dieser Position baute er die stadtökologische Forschung des UFZ, dokumentiert durch eine Publikationsreihe des UFZ, auf und betätigte sich zehn Jahre bis 2001 koordinierend regional und international in vielen Forschungsprojekten. Parallel dazu übernahm er 1995 eine Universitätsprofessur für Geoökologie/Stadtlandschaften am Institut für Geographie der Universität Leipzig, die er bis 2001 innehatte.
1996 lud Jürgen Breuste zur ersten großen internationalen Wissenschaftskonferenz zur Stadtökologie nach Leipzig ein. Im Ergebnis publizierte er ein Lehrbuch zur Stadtökologie. Er prägte damit und mit seinen Projekten das Fachgebiet Stadtökologie in seiner internationalen Entwicklung zu einer eigenständigen Wissenschaft wesentlich mit. Während seiner Zeit am UFZ entwickelte er besonders internationale Forschungskooperationen mit Institutionen in Argentinien, Chile und Indien, die auch später weitergeführt wurden.
2001 wurde Jürgen Breuste als Nachfolger von Helmut Riedl auf den Lehrstuhl Geographie II am damaligen Institut für Geographie und Angewandte Geoinformatik der Paris Lodron Universität Salzburg (PLUS) berufen. Er gründete und leitete dort bis zu seiner Versetzung in den Ruhestand 2021 die Arbeitsgruppe Stadt- und Landschaftsökologie. Während dieser Zeit war er von 2004 bis 2008 auch Leiter des Fachbereichs Geographie und Geologie. Während seiner Zeit an der Paris Lodron Universität Salzburg entwickelte er langjährige internationale Forschungskooperation mit der Universität Peradeniya/Sri Lanka, der Universität Karachi/Pakistan, der Chulalongkorn-Universität Bangkok/Thailand, der Yildiz-Universität Istanbul/Türkei, der Universität Täbris/Iran und besonders mit chinesischen Universitäten in Shanghai und Beijing, wo er häufig als Lehrender tätig war. Von 2009 bis 2015 wurde er zuerst als Gastprofessor und dann von 2015 bis 2018 als Professor für Urban Ecology an die East China Normal University Shanghai, Department Environmental Sciences, berufen. Im Jahr 1999 war Jürgen Breuste Gründungsvorstand der deutschen Sektion der International Association for Landscape Ecology (IALE-D). Diese Position übte er viele Jahre aus und etablierte dort Stadtökologie als wichtiges Teilgebiet der Landschaftsökologie. Mit wachsender Bedeutung der Stadtökologie förderte er deren Herausbildung zu einer eigenständigen Wissenschaft durch die Gründung der Society for Urban Ecology, die auf seine Initiative hin 2009 erfolgte und sich zu einem internationalen Netzwerk von Forschenden und Lehrenden zur Stadtökologie unter seiner Präsidentschaft entwickelt hat.
In der Zeit von 2004 bis 2020 war Jürgen Breuste zuerst Mitglied und später langjähriger Vorsitzender des Wissenschaftlichen Beirats des Leibniz-Institut für ökologische Raumentwicklung e.V. Dresden (IÖR). Hier wirkte er, von dem gesamten Team des IÖR unterstützt, erfolgreich an der wissenschaftlichen Profilierung des IÖR mit. Seit 2017 ist Jürgen Breuste als Universitätslektor in der Fachhochschule Salzburg für Stadtökologie im Master-Kurs „Smart Buildings in Smart Cities“ und seit 2019 an der Hochschule für Technik, HFT Stuttgart für Urban Biosphere & Habitat im internationalen Master-Kurs „Smart City Solutions“ lehrend tätig. In Anerkennung seiner herausragenden Leistungen auf dem Gebiet der Stadtökologie wurde Jürgen Breuste 2024 auf eine Seniorprofessur am Institut für Geographie der Universität Hildesheim berufen.

## Mitgliedschaften
- Präsident der Society for Urban Ecology (SURE)
- Korrespondierendes Mitglied der Akademie für Raumforschung und Raumplanung, Hannover (ARL)
- International Association für Landscape Ecology (IALE-D)
- Mitglied in einer Vielzahl von Editorial Boards internationaler wissenschaftlicher Zeitschriften

## Internationale Forschungsprojekte
Jürgen Breuste war Initiator, Leiter und Teilnehmer bei einer großen Zahl internationaler Forschungsprojekte (z. B. EU Horizont, FWF, FFG, COST, DBU, AseaUninet, Eurasia-Pacific Uninet, WTZ etc.). Das EU-Projekt URBES – Urban Biodiversity and Ecosystem Services (BiodivERsA2011-75), bei dem Jürgen Breuste Projektpartner war, erhielt 2018 den EU Prize for Excellence and Impact.
2019 wurde eine Publikation an der Jürgen Breuste beteiligt war mit dem Sustainability Science Award durch die führende US-amerikanische Ecological Society of America ausgezeichnet.

## Akademischer Lehrer
Jürgen Breuste betreute insgesamt 84 Diplom- und Masterarbeiten.
Eine wichtige Lehrveranstaltungsform ist für Jürgen Breuste die Exkursion und Feldarbeit, wo Sachverhalte vor Ort visualisiert und diskutiert werden können. Es unternahm regionale Exkursionen in Frankreich, Spanien, Mitteleuropa, Sri Lanka, Südafrika, Ekuador und China.

## Auszeichnungen
- 2015: Professor honoris causa der Universität Bukarest, Rumänien
- 2019: Professor honoris causa der East China Normal University Shanghai, China
- 2013: Professor honoris causa für Urban Ecology der Capital Normal University, College of Resources, Environment and Tourism, Beijing, China

## Schriften (Auswahl)
Jürgen Breustes wissenschaftliches Werk besteht aus mehr als 200 wissenschaftlichen Publikationen, überwiegend in renommierten internationalen Zeitschriften und einigen richtungsweisenden Fach- und Lehrbüchern zur Stadtökologie als Autor und Herausgeber.
Monografien
- Die Gartenstadt. Gestaltete Natur als Ideal, Leistungsträger und Konzept für Stadtgestaltung. Springer-Verlag, Berlin/Heidelberg 2024, 636 S., DOI:10.1007/978-3-662-68365-1, ISBN 978-3-662-68364-4.
- The Green City. Urban Nature as an Ideal, Provider of Services and Conceptual Urban Design Approach. Springer-Verlag, Berlin/Heidelberg 2022
- Die wilde Stadt. Stadtwildnis als Ideal, Leistungsträger und Konzept für die Gestaltung von Stadtnatur. Springer-Verlag, Berlin/Heidelberg 2022
- mit S. Pauleit, D. Haase, M. Sauerwein: Urban Ecosystems. Functions, Management, Development. Springer-Verlag, Berlin/Heidelberg 2021
- Die Grüne Stadt. Stadtnatur als Ideal, Leistungsträger und Konzept für Stadtgestaltung. Springer-Verlag, Berlin/Heidelberg, ISBN 978-3-662-59069-0.
- mit Kanat M. Hayir: Nature-based recreation areas in metropolitan cities. EFE AKADEMİ Verlag, Istanbul 2021, ISBN 978-625-7664-24-0, Online

Herausgeberschaft
- mit M. Artmann, C. Ioja und S. Qureshi: Making Green Cities – Concepts, Challenges and Practice. 2. Auflage, Springer, Cham 2023 (= Cities and Nature Series), ISBN 978-3-030-73089-5.
- mit A. Faggi: La Cuenca Matanza-Riachuelo - una mirada ambiental para recuperar sus riberas. Buenos Aires, Universidad de Flores (UFLO) 2015, 68 S., ISBN 978-987-710-030-3, Online: img.uflo.edu.ar/a/cuencamatanza.pdf
- mit V. L. Grover, A. Borsdorf, P. C. Tiwari, F. WIitkowski Frangetto: Impact of Global Changes on Mountains Responses and Adaptation. CRC Press, Taylor and Francis, Boca Raton 2014, 528 S., ISBN 978-1-4822-0890-0.
- mit S. Pauleit und J. Pain: Stadtlandschaft – vielfältige Natur und ungleiche Entwicklung. Darmstadt 2013 (= Schriftenreihe des Kompetenznetzwerkes Stadtökologie, Conturec Nr. 5), 98 S.
- mit J. Niemela J, T. Elmqvist, G. Guntenspergen, P. James und C. McCintyre: Urban Ecology, Patterns, Processes, and Applications. Oxford University Press, Oxford 2011.
- mit A. Voigt und M. Artmann: Implementation of Landscape Ecological Knowlegde in European Urban Practice. Laufen 2011 (= Laufener Spezialbeiträge 2011).
- mit M. McDonnel und M. Hahy: Ecology of Cities and Towns: A Comparative Approach. Cambridge University Press, Cambridge 2009, 714 S.
- mit M. Kozová und M. Finka: European Landscapes in Transformation: Challenges for Landscape Ecology and Management. Salzburg/Bratislava 2009, 608 S.
- Qualität der Stadtlandschaft: Indikatoren, Planung und Perspektiven. Darmstadt 2008, (= Schriftenreihe des Kompetenznetzwerkes Stadtökologie, Conturec Nr. 3), 181 S.
- Ecological Perspectives of Urban Green and Open Spaces - Ökologische Perspektiven von Stadtgrün und Freiraum, Salzburg 2008 (= Salzburger Geographische Arbeiten, Bd. 42).
- mit J. Niemelä, A. Poungsomlee und T. Triet: Urban Ecosystem Management, handbook and manual. University Press, Helsinki 2007, 54 S., ISBN 978-952-10-3793-1
- mit M. Baumgart, U. Bertelli und A. Bognar: Making Greener Cities – A Practical Guide. Leipzig 2004 (= UFZ-Bericht 8/2004, Stadtökologische Forschungen Nr. 37), 119 S., ISSN 0948-9452.
- mit J. Rojas Hernandez, H. D. Kasperidus und C. Priego: Utilización y Maneja de la Naturaleza y del Pajsaje en Aglomeraciones Urbanas (Nutzung und Management von Natur und Landschaft in Stadtregionen). Leipzig 2003 (= UFZ-Bericht 17/2003, Stadtökologische Forschungen Nr. 36, 194 S.)
- mit H. Feldmann und O. Uhlmann: Urban Ecology. Springer-Verlag, Berlin/Heidelberg 2008, 714 S.

Artikel in internationalen Zeitschriften ab 2010
- mit A. Astner: Which kind of nature is liked in urban context? A case study of solarCity Linz, Austria. In: Mitteilungen der Österreichischen Geographischen Gesellschaft, Bd. 158 (2018), S. 105–129.
- mit A. Rahimi: Many public urban parks but who profits from them? - The example of Tabriz, Iran. In: Ecological Processes 4(6)/2015, S. 1–15, DOI:10.1186/s13717-014-0027-4.
- mit S. Qureshi und F. Xue: Urban ecosystems: functions, services and sustainable management. In: Journal Eco-city and Green Building, Academic Research, Beijing 2015, S. 42–52.
- mit M. Artmann: Allotment gardens contribute to urban ecosystem service: case study Salzburg, Austria. In: Journal of Urban Planning and Development. vol. 141/3 (2015), A5014005
- Investigations of the urban street tree forest of Mendoza, Argentina. In: Urban Ecosystems 16(4)/2013, S. 801–818.
- mit S. Qureshi, J. Li: Applied urban ecology for sustainable urban environment. In: Urban Ecosystems 16(4)/2013, S. 675–680.
- mit S. Qureshi und J. Li: Scaling down the ecosystem services at local level for urban parks of three megacities. Hercynia, N. F. Halle/Saale 46 (2013), S. 1–20.
- mit S. Qureshi: Urban sustainability, urban ecology, and Society for Urban Ecology (SURE). In: Urban Ecosystems, 14(3)/2011, S. 313–317, DOI:10.1007/s11252-011-0186-3.
- mit T. McPhearson, S. T. A. Pickett, N. B. Grimm, J. Niemela, T. M. Alberti, T. Elmqvist, C. Weber, D. Haase und S. Qureshi: Advancing Urban Ecology toward a Science of Cities. In: BioScience, 66 (3)/2016: 198–212, DOI:10.1093/biosci/biw002.

Mitherausgeber von wissenschaftlichen Zeitschriften
- Associate Editor of Land Use Dynamics, a section within Frontiers in Environmental
- Frontiers in Environmental Science
- Urban Ecosystems
- Landscape Ecology, Dordrecht/The Netherlands, Kluwer Publishers
- Ecological Indicators, Elsevier Publishers, The Netherlands
- Geographical Papers of the Karachi University, Pakistan
- General Geographic, Karachi/Pakistan
- Geo-Öko
- Journal of Environmental Geography
- Journal of Change and Adaptation in Socio-Ecological Systems
- Földrajzi Közlemények (Geographical Review), Budapest
- Journal Planning Practice and Research
- Editorial Board the Journal of Zoological and Botanical Gardens
- Geography and Regional Future Studies, Urmia University, Urmia/Iran